# Bruce Gray
Pour les articles homonymes, voir Gray.
Robert Bruce Gray, dit Bruce Gray, est un acteur canadien, né le 7 septembre 1936 à San Juan à Porto Rico et mort le 13 décembre 2017 à Los Angeles.

## Filmographie partielle

### Au cinéma
- 1987 : Dragnet : Peter Parvin : Parvin, le maire
- 1995 : Rêves de famille (My Family) de Gregory Nava : Mr Gillepsie
- 1997 : Starship troopers : Sky Marshall Dienes
- 2002 : Mariage à la grecque (My Big Fat Greek Wedding) de Joel Zwick : Rodney Miller
- 2003 : Cube² : Hypercube d'Andrzej Sekula : le colonel Thomas H. Maguire

### À la télévision
- 1994 : Star Trek: Deep Space Nine, saison 2, épisode 2 : le vice-amiral Chekote
- Médium : le père de Joe Dubois
- NCIS : Enquêtes spéciales, saison 1, épisode 11 : le directeur d'une entreprise travaillant pour le gouvernement
- Boston Justice, épisode The Gods Must Be Crazy : Dr Earl Roberts
- Big Love, épisode The Writing on the Wall
- Girlfriends, épisode Willie He or Won't He III: This Time It's Personal : Robert Dooling
- Esprits criminels, épisode Aftermath : Dr Wagner
- Amour, Gloire et Beauté, saison 1, 2 épisodes : juge Morrissey
- Disparu (Live Once, Die Twice) (2006) (téléfilm) : Earl MacDuff
- Passions : Saison 1 épisode 1642 (27 décembre 2005) : le juge J. E. Reilly
- Stargate SG-1, saison 9, épisode The Ties That Bind : le sénateur Fisher
- Queer as Folk, saison 2 : George Schickel le Roi du cornichon, le petit ami d'Emmett
- Babylon 5, saison 4, épisode 18 : un interrogateur
- Captain Power et les soldats du futur : Mentor / Stuart Power
- Haute Finance, 83 épisodes : Adam Cunningham